# Ursus deningeri
Ursus deningeri je druh pleistocenního medvěda z rodu Ursus žijící na území Evropy. Vyskytoval se zde přibližně 1,7 miliony let.

## Popis
Medvěd Ursus deningeri má kombinaci primitivních a odvozených znaků, čímž se odlišuje od všech pleistocenních druhů medvědů. Spodní čelist má štíhlou jako současný medvěd hnědý a již vyhynulý Ursus etruscus. Tento znak byl pravděpodobně odvozen od medvěda jeskynního. Je považován za velmi blízkého příbuzného předků medvěda hnědého. Vážil okolo 250–350 kilogramů. V kohoutku měřil 1,5 metru a na délku dorůstal 2,7 metru.

## Nálezy
Pozůstatky tohoto druhu medvěda byly nalezeny na mnoha místech České republiky. Kupříkladu v Koněpruských jeskyních, v Medvědí jeskyni na Stránské skále, či v jeskyni Za hájovnou v Javoříčském krasu.

## Genetika
V září 2013 publikoval mezinárodní tým paleontologů a biologů zprávu, že se jim podařilo rekonstruovat genom pleistocenního jeskynního medvěda Ursus deningeri. Použili k tomu novou metodu, díky které lze přečíst DNA i z malého fragmentu. Podařilo se jim tak dokázat, že aDNA může přetrvat stovky tisíců let i mimo permafrost. Vědci k výzkumu použili kost, která byla objevena v Sima de los Huesos v Atapuercu ve Španělsku. Obsahovala při tom pouze 10 až 50 párových bází.